# 黑手那卡西工人樂隊
黑手那卡西工人樂隊，簡稱黑手那卡西，是台灣在1996年成立以社會運動為主軸的工人樂團。早期投入秋鬥、勞工運動、工殤等社運議題。後續支援樂生療養院抗爭事件、土地正義及居住正義等相關社運。曾自發性義賣唱片，在各種社運場合展演。

## 歷史
1988年，新光紡織女工改編流行音樂歌曲，在抗爭中傳唱。
1992年，社運人士陳柏偉參加基隆客運罷工，創作抗爭歌曲〈團結鬥陣行〉。
1996年，黑手那卡西在工人立法行動委員會催生下成立，陳柏偉為團長兼主唱。
1997年，黑手那卡西創作第一首歌曲〈福氣個屁〉，由黑手那卡西作詞、陳柏偉作曲，以周潤發代言的維士比電視廣告口號「福氣啦」為出發點，標榜戳破大眾媒體傳達的台灣經濟發展假象。
1999年8月26日，無殼蝸牛聯盟辦公室發行無殼蝸牛運動10週年紀念VCD音樂專輯《房事不順：無殼蝸牛運動10年影音多媒體記錄專輯》，收錄為悼念臺北市14、15號公園反拆遷運動上吊自殺者翟所祥之死而作的歌曲〈大爺，吃早餐了〉；該曲由黑手那卡西成員黃孫權與楊友仁作詞，楊友仁作曲及主唱。
2000年5月20日，中華民國總統陳水扁就職典禮，工人立法行動委員會邀集綠色公民行動聯盟、無殼蝸牛聯盟、建國啤酒廠產業工會等四個團體，帶著陳水扁在2000年中華民國總統選舉之前簽名承諾、而現在都面臨跳票之虞的承諾書，要求陳水扁履行承諾、不得跳票；為了呼應就職典禮上歌手張惠妹主唱的《中華民國國歌》，工人立法行動委員會請來莫那能演唱黑手那卡西作詞、套用《中華民國國歌》原曲的「新國歌」：「啥米主義，阿扁所宗？弱勢人民，不知所從。阿扁內閣，為誰前鋒？建國啤酒，絕不可廢。反對核四，縮短工時，房租抵稅，貫徹始終！」
2004年4月9日，族群平等行動聯盟發言人顧玉玲、工人立法行動委員會執行長何燕堂、台北市產業總工會總幹事郭明珠、蘆荻社區大學主任李易昆、艾塞克斯大學政治學博士候選人張榮哲、中華民國基層教師協會總幹事莊妙慈、黑手那卡西團長陳柏偉、女工團結生產線總幹事賴香伶、中華民國工作傷害受害人協會秘書長黃小陵、日日春關懷互助協會秘書長王芳萍、中國時報產業工會總幹事蘇雅婷、台灣倉儲運輸業工會聯合會秘書卓玉梅等12位曾經參加野百合學運的社運人士在行政院中央大樓大門口舉行「野百合腐爛，好臭！」記者會抨擊，行政院發言人林佳龍、民主進步黨文宣部副主任鄭文燦等政治權貴頂著「學運先行者」的光環，藉由野百合學運進入中華民國體制、成為政治權貴，卻侃侃以特定政治立場與統治者姿態粗暴打壓弱勢者的發聲空間，行徑粗野無比，早已「穿了皮鞋，忘了草鞋」，背叛野百合學運「反壓迫」的精神，「百合之腐，其臭無比」。
2013年1月15日，黑手那卡西成員張迪皓批評，民主進步黨在113人民火大一路嗆馬大遊行中沒有提出改革的方向和宗旨，「民進黨各頭人除了『抱歉，我沒選上』或主張『過去我執政時比較好』之外，也沒有多說什麼」；更諷刺的是，民進黨各頭人在集會前半段一再高呼支持2013年臺中市第二選舉區立法委員缺額補選的民進黨候選人，整場集會反覆懇求支持者讓民進黨重返執政並取得立法院過半席次，更讓選舉算計欲蓋彌彰。張迪皓說，號稱最大反對黨的民進黨，坐擁執政經驗與部分的國家機器，卻自稱改革者，在體制外訴諸群眾發起改革運動，但沒有提出具體改革方向與宗旨，那就只是搭社運的順風車成就自己的奪權；「人民不只要對執政黨火大，也要對這不合格的反對黨好好火大一番」。
黑手那卡西支援2011年人民火大行動聯盟投入2012年中華民國立法委員選舉，部份火盟成員因路線分歧另向中華民國內政部登記成立人民民主陣線，導致黑手那卡西成員分裂：有團員主張，進入民陣參與政治，才能改變社會結構；亦有團員認為，黑手那卡西為公共性，不應成為特定團體或政黨附庸。終致在2016年1月22日，黑手那卡西由非進入民陣之成員陳柏偉、楊友仁、張迪皓舉辦「黑手不是那卡西：歷史終結與黑手那卡西的最後一夜」演唱會，宣佈正式解散。
2020年11月22日秋鬥，黑手那卡西上台演唱以兒歌〈兩隻老虎〉改編的抗爭歌曲〈美國毒豬〉，反對民主進步黨以台美關係為藉口開放美國萊豬進口，唱完後喊「勞工拒吃瘦肉精，萊豬直送民進黨」，直批中華民國總統兼民主進步黨主席蔡英文、行政院院長蘇貞昌、衛生福利部部長陳時中、行政院農業委員會主任委員陳吉仲、民進黨立法委員王定宇、民進黨立法委員吳思瑤、台灣基進立法委員陳柏惟「自己進的萊豬自己吃」。
2020年12月31日，台灣民間反瘦肉精毒豬聯盟舉辦反萊豬跨年晚會「拒毒豬，凱道萊跨年」，黑手那卡西上台表演，高喊「勞工拒吃瘦肉精，萊豬直送民進黨」，焚燒「萊豬總統」（蔡英文）與「萊豬立委」（同意萊豬行政命令的立委）的照片，象徵送走這些開放萊豬禍害台灣的政治人物。
2021年12月12日秋鬥，沈懷一與黑手那卡西以「護藻礁」和「反萊豬」創作歌曲帶動大合唱。

## 外部連結
- 黑手不是那卡西的Facebook專頁
- 黑手那卡西工人樂隊的Facebook專頁
- 黑手那卡西 - 樂多日誌